# Olof Risellschöld
Olof Risellschöld, tidigare Risell, född 24 maj 1725 i Bolstads församling, död 1 juni 1795 i Västerviks församling, Kalmar län, var en svensk häradshövding.

## Biografi
Risellschöld föddes 1725 på Bolstads prästgård i Bolstads socken. Han var son till kyrkoherden Christopher Risell och Maria Kalsenia. Han studerade vid vid Karlstads trivialskola och Katedralskolan, Karlstad. Han blev 24 september 1742 student vid Uppsala universitet och blev 1749 extra ordinarie kanslist i kanslikollegii expedition. Risellschöld blev 1 maj 1754 auditör i Östgöta kavalleriregemente och var 1760–1761 fältsekreterare vid Svenska armen i Pommern. Han blev 1 december 1761 häradshövding i Lösings, Björkekind, Östkinds och Hammarkinds häraders domsaga och 1774 kanslist vid justitierevisionsexpeditionen, avsked 24 maj 1774. Risellschöld fick 5 februari 1777 lagmans namn heder och värdighet. Han adlades 24 januari 1788 till Risellschöld och introducerades samma år i Sveriges Riddarhus som nummer 2148. Han avled 1795 i Västervik.

### Egendom
Risellschöld ägde Blekhem i Törnsfalls socken och Orranäs i Hälleberga socken.

### Familj
Risellschöld gifte sig 8 februari 1760 med Maria Dichman (1740–1814), dotter till handelsmannen Christian Hermansson Dichman och Margareta Johansdotter Dichman i Västerviks. De fick tillsammans barnen Maria Risell (1766–1766), Christian Christoffer Risellschöld (1768–1826), förste expeditionssekreteraren Olof Johan Risellschöld (1771–1836), Maria Margareta Risell (1774–1781) och Anna Christina Risellschöld (1775–1829) som var gift med bergsrådet Erik Magnus Sjögreen.